# Oxyonchus parastateni
Oxyonchus parastateni is een rondwormensoort uit de familie van de Enoplidae. De wetenschappelijke naam van de soort is voor het eerst geldig gepubliceerd in 1959 door Allgén.